# Les Deux Plateaux

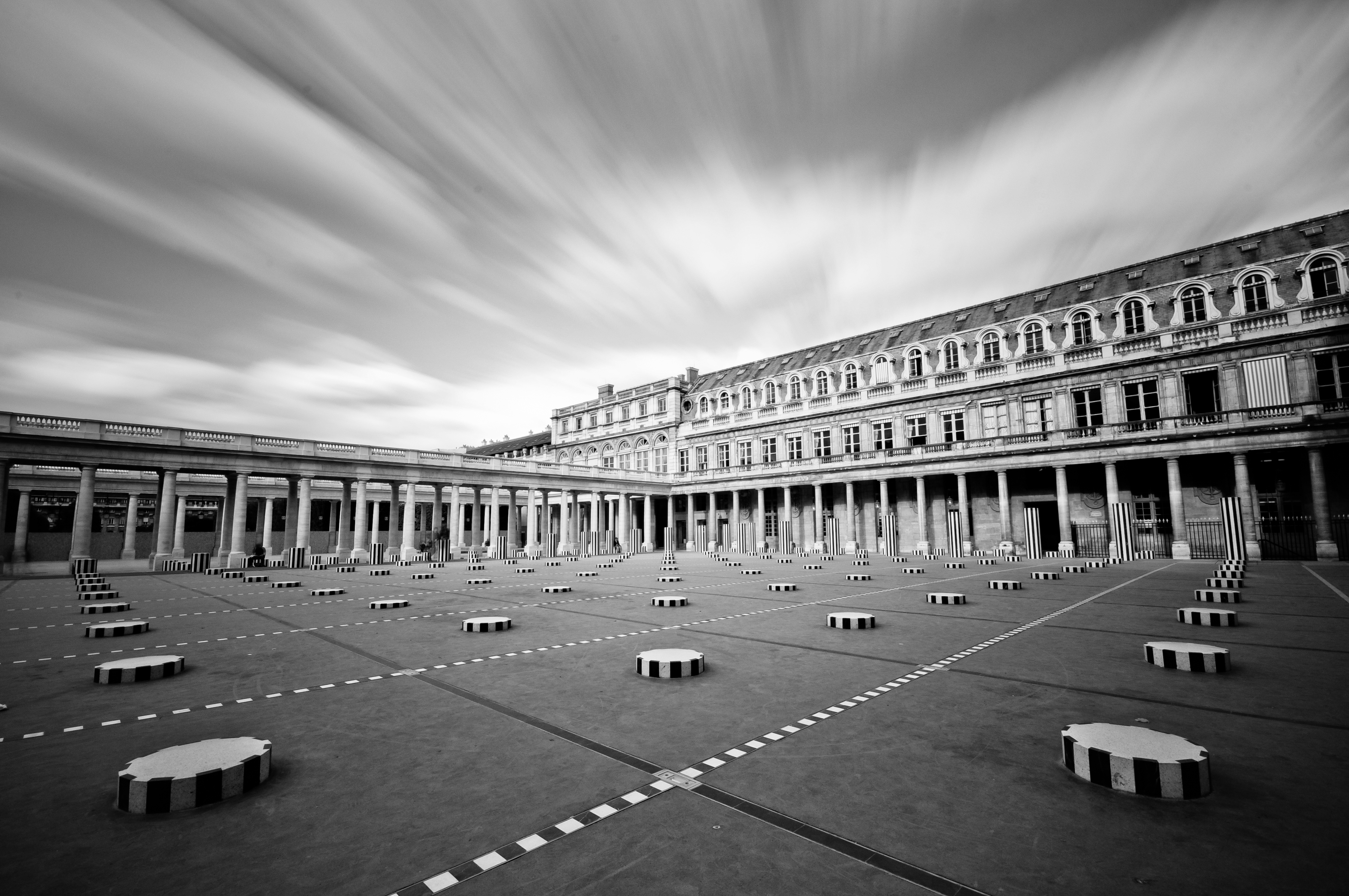
Dziedziniec Palais-Royal w Paryżu

Les Deux Plateaux (fr. dwie płaszczyzny), bardziej znane jako tzw. kolumny Burena – instalacja artystyczna Daniela Burena, wykonana przy pomocy architekta Patricka Bouchaina. Znajduje się na dziedzińcu Palais-Royal w 1. dzielnicy Paryża obok siedziby francuskiego Ministerstwa Kultury i Teatru Narodowego Comédie-Française.

## Historia
Instalacja została zamówiona w 1985 przez ówczesnego ministra kultury Jacka Langa. Miała powstać na miejscu parkingu samochodowego ministerstwa.
Dzieło, które zajmuje 3000 m² dziedzińca Palais-Royal, składa się z podstaw 260 kolumn o różnej wysokości, wykonanych z jasnego marmuru kararyjskiego i czarnego marmuru pirenejskiego, które w nocy podświetlane są na zielono i czerwono. Dzieło zgodnie z nazwą posiada dwie płaszczyzny – jedną na poziomie dziedzińca, drugą natomiast poniżej, odzwierciedlającą pierwszą wizualnie (w tafli wody) oraz dźwiękowo.
Projekt, ukończony w 1986, wzbudził wiele kontrowersji, w szczególności we francuskich mediach. Na jego temat opublikowano 225 artykułów w 45 tytułach, szczególnie żywa dyskusja miała miejsce na łamach dziennika Le Figaro.
Kolumny Burena były także przedmiotem licznych interpelacji poselskich w parlamencie francuskim, a także kilku procesów sądowych. Petycję w ich sprawie składali m.in. członkowie Rady Stanu (negatywną) w styczniu 1986 oraz środowisko artystyczne (pozytywną) w kwietniu 1986. 29 stycznia 1986 Jacques Chirac, ówczesny mer Paryża, wydał nakaz wstrzymania prac, który stanowił potem przedmiot kilku postępowań sądowych o sprzecznych rezultatach. François Léotard, który zastąpił Jacka Langa na stanowisku ministra kultury, rozważał ewentualne rozmontowanie już zainstalowanych części konstrukcji. 2 maja 1986 Buren pozwał ministra do sądu powołując się na prawo moralne artysty do jego dzieła. Léotard ugiął się przed tym argumentem i nakazał dokończenie prac. Procedury sądowe związane z kolumnami Burena zakończono dopiero w grudniu 1992 roku.

## Renowacja i polemiki
W 2000 roku przestało funkcjonować zasilanie obiegu wody na niższym poziomie instalacji, co pociągnęło za sobą stopniowe zanieczyszczenie części podziemnej.

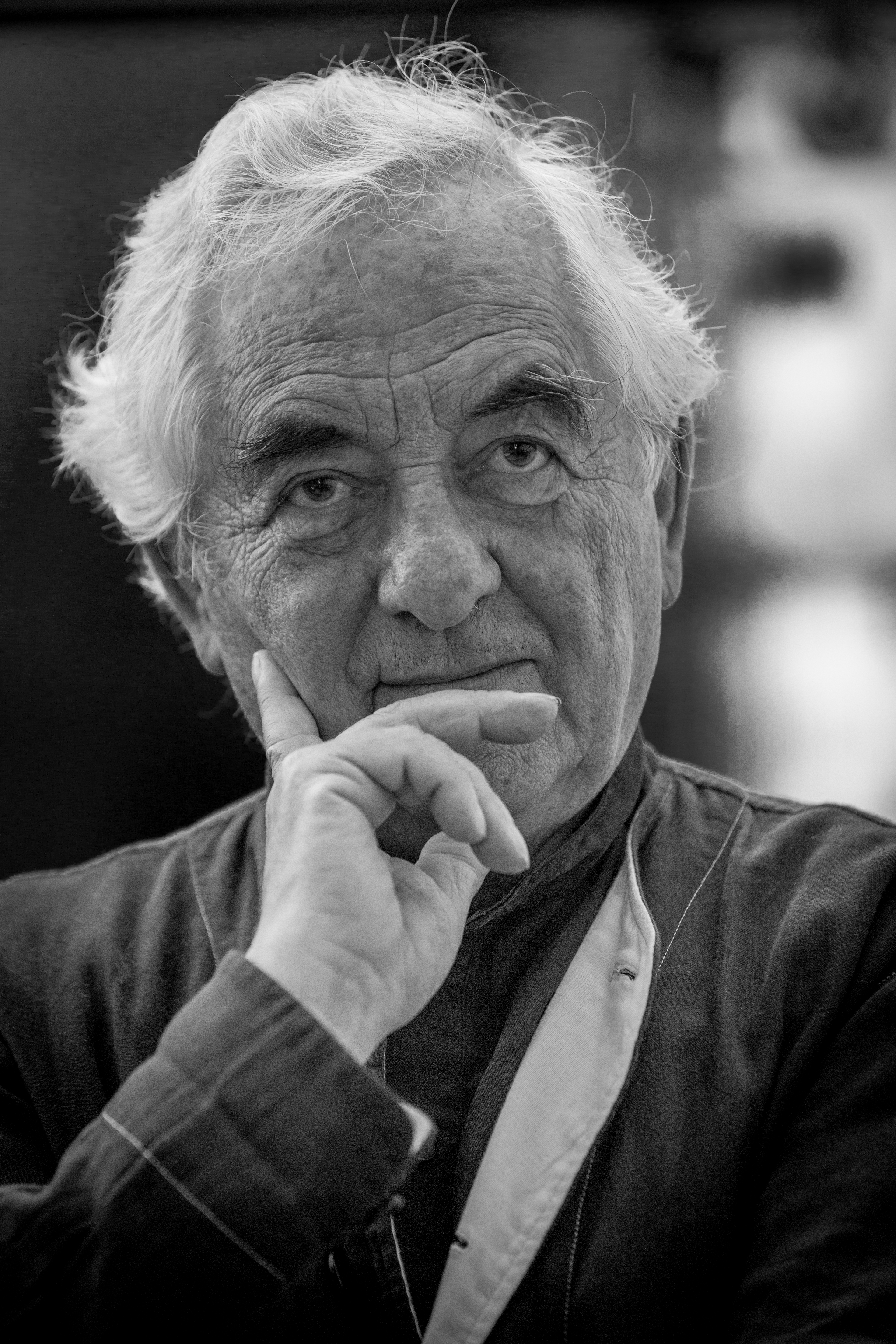
Daniel Buren

W grudniu 2007 Buren zamanifestował swoje oburzenie z powodu zniszczenia jego dzieła, co uznał za naruszenie jego praw moralnych jako autora. Zażądał rozbiórki instalacji, o ile nie zostaną wdrożone natychmiast prace renowacyjne. Artysta oświadczył AFP, iż jest to forma wandalizmu, lecz wandalizmu spowodowanego przez państwo. Ponadto przypominał, że od 8 lat nie działał obieg wody, co jego zdaniem deprecjonowało dzieło, którego odbiór w 50% zależał od „lustra wody”. Zarzucał, że nie funkcjonowała w instalacji także elektryczność. W ramach renowacji musiano rozwiązać kilka problemów, w szczególności związanych z uszczelnieniem dolnej płaszczyzny, a także związanych z budową poniżej instalacji trzech sal prób Comédie-Française.
Koszty renowacji, poniesione głównie przez francuskie Ministerstwo Kultury, zostały ocenione na 3,2 miliona euro, lecz ostatecznie wyniosły 5,8 mln dla samych kolumn, tzn. czterokrotnie więcej niż zamontowanie kolumn w latach 80. Koszty te zostały włączone do szerszego planu prac w Palais-Royal opiewającego na 14 milionów euro na lata 2007-2011.
Od września 2008 efemeryczne dzieło Burena, zatytułowane „Kolory budowy” (fr. Les Couleurs du Chantier), służyło jako ogrodzenie placu budowy. Czerwone ogrodzenie posiadało okienka pozwalające przechodniom śledzić postępy renowacji kolumn. Ramy okienek ozdobione były białymi i czarnymi pasami, które miały przypominać motyw obecny na kolumnach. Artysta deklarował: Zaprojektowałem ogrodzenie specyficzne, chroniące plac budowy, lecz jednocześnie pozwalające zarówno dorosłym, jak i dzieciom śledzić co się dzieje w środku. Mimo że ogrodzenie jest wymogiem związanym z prowadzeniem prac budowlanych i spełnia odpowiednie normy prawne, jest także rodzajem rzeźby, której jestem skromnym autorem. Koniec prac przewidywano na grudzień 2009, jednak oficjalna inauguracja odbyła się 8 stycznia 2010. Przewodniczył jej minister kultury Frédéric Mitterrand.